# Clytia islandica
Clytia islandica is een hydroïdpoliep uit de familie Campanulariidae. De poliep komt uit het geslacht Clytia. Clytia islandica werd in 1919 voor het eerst wetenschappelijk beschreven door Kramp. 